# S. N. 고엔카
S.N. 고엔카로 널리 알려진 사트야 나라얀 고엔카(1924년 1월 30일~2013년 9월 29일)는 버마 출생의 인도인으로 위빳사나 명상 지도자이다.
그는 버마의 부유한 인도인 가정에서 태어났으며, 1969년 인도로 이주한 이후 명상을 가르치기 시작했다. 붓다가 해탈에 이른 방법에 대해 종교를 초월하여 보편적이며 과학적인 특성을 강조하여 가르친 것으로 유명하다. 그는 영향력이 있는 스승이 되었으며, 세계 여러 곳에 명상 센터를 설립하였다. 2008년 11월, 뭄바이 근교에 글로벌 위빳사나 파고다가 완공되었다. 2000년 8월 29일 미국 뉴욕시에서 열린 밀레니엄 세계 평화 종교 및 영적 지도자 정상 회의에 연설자로 초청되었다. 2012년 인도 정부로부터 파드마 부샨 상을 수여받았다.

## 생애

### 젊은 시절과 성장환경
1924년 1월 30일 버마(현 미얀마)에서 인도 마르와리 족 출신 부모님 밑에서 태어난 고엔카는 보수적인 힌두교 사나타나 가정에서 자랐다. 그는 성공한 사업가였으나 1955년부터 심한 두통을 겪기 시작하면서 쇠약해졌다. 현대 의학을 통한 치료 방법을 찾지 못하던 중, 친구의 권유로 위빳사나 스승인 사야지 우바킨을 만나게 되었다. 고엔카는 처음에 명상을 배우기 주저했지만, 우바킨은 그를 제자로 받아들였다. 고엔카는 그 후로 14년 동안 우바킨 밑에서 명상을 지도 받았다.

### 경력
1969년 고엔카는 스승인 사야지 우바킨으로부터 명상을 가르칠 수 있도록 인가를 받았으며, 우바킨은 1971년 세상을 떠났다. 고엔카는 사업을 가족에게 맡기고 인도로 이주하여 위빳사나 명상을 가르치기 시작했다. 7년 후인 1976년, 마하라쉬트라 주, 나식 시 근처의 이갓뿌리라는 지역에 첫 명상 센터인 담마기리를 세웠다. 그는 1982년까지 혼자서 명상을 가르쳤고, 그 후 그를 보좌할 선생님들을 양성하기 시작했다. 1985년, 담마기리에 위빳사나 연구소를 설립하였다.
처음부터 그는 10일 간의 집중 명상 코스를 가르쳤으며, 1988년까지 수 천 명의 서양인을 포함하여 다양한 배경의 수많은 사람들을 가르쳤다.
오늘날, 사야지 우바킨의 전통을 따르는 위빳사나 명상 코스는 94개 국가의 310 여 곳에서 열리고있으며, 이 센터들 가운데 약 176개는 정규 센터이다. 미국, 캐나다, 호주, 브라질, 아르헨티나, 멕시코, 홍콩, 몽골, 한국, 타이완, 캄보디아, 인도네시아, 말레이지아, 이란, 이스라엘, 폴란드, 러시아, 오스트리아, 벨기에, 뉴질랜드, 프랑스, 독일, 스페인, 이탈리아, 스위스, 스웨덴, 영국, 남아프리카공화국, 일본, 스리랑카, 네팔, 미얀마, 태국, 필리핀 등에 정규 센터가 있으며, 인도에는78개의 센터가 있다.
2000년 뭄바이 근교에 있는 고라이 해변가에서, 고엔카는 325피트 높이로 세워질 글로벌 위빳사나 파고다의 기초를 놓았다. 파고다는 2009년에 문을 열었고, 그 안에는 붓다의 사리를 안치한 명상홀이 있다. 이 파고다는 위빳사나의 기원지인 인도에 진 빚을 갚기를 원했던 그의 스승 우바킨에게 경의를 표하기 위해서 지어졌다. 그러나, 제자와 달리 우바킨은 여권을 받지 못해 인도를 직접 여행하지 못했다.

### 밀레니엄 세계 평화 정상 회담
고엔카는 2000년 8월 29일 뉴욕시에서 열린 유엔 총회에서, 종교 및 영적 지도자들이 모인 밀레니엄 세계 평화 정상 회의 (Millennium World Peace Summit)의 연설자로 초청되었다.

### 말년
고엔카는 또한 웅변가이자 왕성한 작가이며 시인이었다. 그는 영어와 힌디어로 집필했다. 그는 다보스에서 열린 세계 경제 포럼을 비롯하여, 세계 곳곳을 다니며 전 세계 청중을 대상으로 강연을 했다. 2002년에는 4개월 동안 북아메리카를 다니며 'Meditation Now Tour'를 했다.
2012년 인도의 63번째 공화국 기념일에 인도 정부가 일반인에게 주는 세 번째 높은 명예인 파드마 부샨 상(사회복지부문)을 수여받았다.
그는 2013년 9월 29일 뭄바이 자택에서 사망했다. 유족으로는 그의 아내이자 유명한 명상 스승인 일라이치 데비 고엔카와 여섯 아들을 두었다.

## 유산
고엔카는 약 1,300명의 보좌 선생님을 양성했는데, 그들은 고엔카가 직접 녹음한 안내 육성을 사용하여 코스를 진행할 수 있도록 지도 받았고, 매 년 12만 명의 사람들이 코스에 참여하고 있다. 고엔카가 세상을 떠나자, 불교 명상 관련 작가로 잘 알려진 잭 콘필드는 "모든 세대마다 담마에 대한 선견지명이 깊은 선각자들이 있는데, 이들은 세상을 빛추는 담마의 등불을 높이 들고 있다. 달라이 라마와 틱 낫한 스님과 마찬가지로, 존경하는 S.N.고엔카 선생님은 우리 시대의 위대한 세계적인 스승이다. S.N. 고엔카는 죠셉 골드스타인과 샤론 살츠버그, 램 다스, 다니엘 골맨, 그리고 많은 서구의 영적 지도자들에게 영감을 불러 일으킨 스승이었다."라고 글을 썼다. 허핑톤포스트 지의 제이 미켈슨은 '세상에 명상을 가르친 사람"이라는 제목의 기사에서 "그는 미국에 영향을 끼친 '통찰 지혜(Insight)' 명상 스승 1세대 가운데 중심이 된 스승이었다”라고 글을 썼다.

## 가르침
고엔카가 가르친 명상법은 붓다의 시대로 거슬러 올라가는 전통을 대표하는 것으로 알려지고 있다. 하지만 이 명상법을 배우기 위해 어떠한 종교적인 신념 체계로 바꿀 필요는 없다. 고엔카는 "붓다는 종파적인 종교를 가르치지 않았고, 보편적이고 해탈에 이르는 길인 담마를 가르쳤다”라고 설명했으며, 그의 가르침은 비종파적으로 제시되었고 종교와 상관없이 모든 이들에게 문을 열어 놓았다. 여기에서 "해탈"이 의미하는 바는 마음의 불순물로부터 자유로워지는 것을 의미하며, 순수한 마음을 계발하는 과정에서 나온 결과로서, 고통에서 벗어난 자유를 의미한다. 고엔카는 경험적이고 과학적인 수행법으로 위빳사나 명상을 가르쳤는데, 이 수행법을 통해 마음과 몸이 끊임없이 변화하는 현상을 아주 깊은 차원에서 관찰함으로써, 진정으로 행복하고 평화로운 삶으로 이끄는 깊은 깨달음을 얻을 수 있다고 설명했다.
명상 코스는 마음을 집중하도록 하는 자연스러운(즉, 조절되지 않은) 호흡의 관찰로 시작하는데, 이것은 아나빠나(Ānāpāna)라고 불리는 수행이다. 이 전통에서 이러한 집중은 위빳사나 수행을 준비하는 단계이며, 위빳사나 수행을 통해 수련생들은 평정심을 갖고 몸에서 일어나는 감각을 관찰함으로써 마음과 몸의 상호 연관성을 점진적으로 탐구해 나간다.

### 이론적 요소
고엔카는 수련생들에게 가르침의 이론적인 측면을 이해하도록 이끌었지만, 그럼에도 불구하고 명상법의 가장 중요한 점은 직접 수행하는 것이라고 충고한다. 수련생들은 가르침의 이론적인 설명을 받아 들일 수도 있고, 받아 들여지지 않는 부분에 대해서는 거부할 수도 있다.
1983년 발행된 위빳사나 저널 2번째 판에 실린 "감각에 대해 말해봅시다"라는 제목의 기사를 보면, 29페이지에서 고엔카는 붓다의 말씀을 다음과 같이 언급한다.(원본을 강조):
"자비심과 사랑이 가득찬 생각으로 그는 이렇게 선언했다.
Apārutā tesaṃ amatassa dvārā
Ye sotavanto pamuñcantu saddhaṃ
믿음의 부족함을 버리고 들을 귀가 있는 사람에게 불멸의 문은 열려 있다."

## 명상 센터
고엔카의 도움으로 설립된 전 세계 위빳사나 명상 센터에서는 10일 코스를 진행하는 동안 수련생들이 위빳사나 명상을 완전하게 이해할 수 있도록 일관되게 안내하고 있다. 코스를 배우는 데 드는 비용이나 숙박과 식사에 대한 비용도 받지 않는다. 명상 코스에 참가한 사람 중 다음 코스에 도움이 되기를 원하는 사람들의 자발적인 기부금으로 유지된다. 명상 코스를 마치고 나서 받는 기부금만이 다음 코스에 참가하는 수련생들을 위해 사용된다.
이러한 명상 센터에서 위빳사나 명상을 배우는 사람들이 늘고 있는 가운데, 고엔카는 전체 조직이 종파적인 종교나 숭배 집단이 되지 않도록 하기 위해 노력했다. 그는 조직의 확장이 사람들에게 도움을 줄 수 있도록 해야 한다고 권고했는데, 이는 어떤 맹목적인 믿음에 따라 확장을 위한 확장을 하거나 조직의 성장이라는 의도로 확장해서는 안되며, 오직 더 많은 사람들이 명상을 통해 이익을얻기를 바라는 의도로 조직을 확장해야 한다고 말했다.
신청서를 접수하는 과정에서 엄격하고 강도 높은 10일 간의 명상에 대비할 수 있도록 수련생을 준비시키는 데 많은 노력을 기울인다.
- 때때로 심각한 정신 질환을 앓고 있는 사람들이 명상법을 통해 이러한 정신적인 문제를 치료하거나 완화시킬 것이라는 비현실적인 기대를 갖고 위빳사나 명상 코스에 참여한다. 불안정한 대인 관계를 맺고 있거나 각종 치료를 받은 이력들은, 10일 명상 코스를 통해 혜택을 얻기 힘들거나 심지어 코스를 끝까지 마치기 어렵게 하는 추가 요인이 될 수 있다. 비전문가들로 이루어진 자원 봉사 단체의 역량으로는 이러한 배경을 가진 사람들을 적절히 돌보기 어렵다. 위빳사나 명상이 대부분의 사람들에게 유익함에도 불구하고, 정신 의학적인 치료법의 대체 수단은 아니다. 따라서 심각한 정신 장애가 있는 사람들에게 이 명상법을 권장하지 않는다 -
모든 명상 센터 조직은 분권화되어 있고 자체적으로 유지되며, 다양한 경험을 가진 자원봉사자들에 의해 운영되고 있다. 아마도 이런 이유로 센터마다 태도나 경험에 있어 차이가 나게 된다. 모든 센터에서 일관된 경험을 제공하기 위한 노력의 일환으로, 명상 코스 동안 듣게 되는 모든 명상법 안내와 저녁 강의는 고엔카의 육성으로 녹음된 오디오 및 비디오로 제공된다. 성장 및 확장의 문제와 관련한 질문에 고엔카는 이렇게 대답했다:
- 문제의 원인은 그 질문에 내포되어 있습니다. 조직이 확장만을 위해 노력하면 이미 낡고 썩기 시작한 것입니다. 성장하고 확장하려는 목적은 '다른 사람들에게 혜택을 더 주기 위해서'가 되어야 합니다. 그럴 때에만 순수한 담마의 의도가 살아 있으며 쇠퇴할 가능성이 없습니다. 담마의 의도를 갖고서 "점점 더 많은 사람들이 혜택을 입을 수 있기를!"하고 바라면, 여기에는 집착이 없습니다. 하지만 당신의 조직이 단지 성장하기를 원한다면, 집착이 있는 것이고 그것은 담마를 오염시키게 됩니다 -
고엔카가 가르치는 위빳사나 명상법을 배우기 위해서는, 코스 기간 동안에 다른 어떠한 종교적인 예배나 의식, 다른 명상법을 수행하지 않기로 동의해야 한다. 다른 종교적인 수행을 하는 것과 관련하여 고엔카는 다음과 같이 말했다: "이해하십시오. 많은 (종교적인 예배나 의식과 같은) 수행법들의 이름들은 모두 순수한 담마의 언어, 위빳사나의 언어들입니다. 하지만 오늘날 본질은 사라지고, 사람들이 수행하는 의식은 생명없는 껍질이 되었습니다. 그리고 그것은 더 이상 혜택을 주지 않습니다."

## 글로벌 위빳사나 파고다
2008년 11월, 뭄바이 외곽에서 글로벌 위빳사나 파고다가 완공되면서 고엔카의 소망 중 하나가 이루어졌다. 그는 이 기념물이 세상을 더욱 조화롭고 평화로운 곳으로 만들기 위해 서로 다른 공동체, 종파, 국가 및 민족 간의 가교 역할을 할 것으로 기대했다.
이 파고다는 기둥이 없이 돌로 만든 돔구조로 된 건물 가운데 세계에서 가장 큰 건축물이며, 건축물의 구조를 배우기 위해 오는 사람들과 위빳사나 명상을 배우고 싶어하는 전 세계의 수 십만 명의 방문자들이 찾아올 것으로 예상된다. 건축학적으로 이 파고다는 바티칸의 성 베드로 대성당 (Basilica of St. Peter)보다 두 배나 큰, 세계에서 가장 큰 돌로 만들어진 단동(single-span) 돔이다. 파고다의 내부 중심에는 8,000명이 동시에 앉을 수 있는 직경 280피트의 원형 명상홀이 있다. 높이는 325피트로, 30층 건물의 높이에 가깝다. 약 250만 톤의 돌이 건축에 사용되었다.
고엔카는 1997년에 쓴 '왜 거대한 위빳사나 파고다인가?'라는 제목의 기사에서, 이 파고다 안에 붓다의 사리를 안치함으로써 사람들에게 실제적으로 도움을 줄 것이라고 설명했다.
- 보통 이런 파고다들은 내부가 꽉 채워져 있기 마련입니다. 하지만 최신 현대 건축 기술의 도움을 받아, 내부가 채워져 있는 파고다를 건축하는 대신에, 그 안에 아주 넓은 명상홀을 짓게 될 것입니다. 그리고 신성한 붓다의 사리 몇 점을 명상홀 중심 천장에 안치하게 되지요. 그러면 수 천 명의 사람들이 사리를 중심으로 둘러 앉아 함께 명상할 수 있게 되고, 그들은 붓다의 사리에서 나오는 담마의 진동을 통해 많은 혜택을 입게 될 것입니다 -

## 위빳사나 연구소
고엔카는 이론과 실천(수행)이 함께 어우러져 가야 한다고 믿었고, 그에 따라 위빳사나 연구소를 설립하여 위빳사나와 그 효과에 관한 문헌을 조사하고 출판했다. 위빳사나 연구소는 주로 두 가지 분야에 중점을 두고 있다 : 1) 빨리어 텍스트의 번역 및 출판 2) 일상 생활에서 위빳사나 적용에 대한 연구

## 감옥에서의 위빳사나
고엔카는 감옥에서도 위빳사나 명상을 가르치기 시작했는데, 인도에서 처음 시작한 이후 다른 나라의 감옥에도 소개했다. 경찰과 군인을 비롯한 10,000명 이상의 수감자들이 10일 코스에 참가한 것으로 추정된다.
'DoingTime, Doing Vipassana'는 1997년에 제작된 다큐멘터리 영화이다. 1993년 뉴델리 티 하르감옥에서 당시 교도소장인 키란 베디(KiranBedi)의 지원을 받아, S. N. 고엔카에 의해 10일 간의 위빳사나 명상 코스가 열리는 내용을 담고 있다. 베디는 교도소 경비원들을 먼저 위빳사나 코 스에참가하도록 한 후, 고엔카로 하여금 처음으로 1,000명의 수감자에게 위빳사나 명상을 가르칠 수 있도록 지원했다.[27]
'The Dhamma Brothers 담마 브라더스'는 2007년에 개봉했는데, 미국 앨라바마의 베세머에 위치한 도날슨 재활 감옥에서 열린 위빳사나 명상 코스에 관한 영화이다. 이 영화는 살인 혐의로 유죄 판결을 받은 4명의 수감자를 주로 다루고 있다. 또한 경비원, 교도소 직원 및 지역 주민들의 인터뷰 내용과 수감자들이 범죄를 재연하는 장면도 포함되어 있다.

## 어록
"모든 존재가 참된 평화, 참된 조화, 참된 행복을 누리기를 바랍니다."
"명상을 가르치는 선생님은 신이나 우상처럼 되어서는 안됩니다. 그는 선생님입니다. 여러분이 도움을 받고 싶다면, 선생님이 가르치는대로 수행하십시오. 그것이 전부입니다. (인디안 익스프레스 인터뷰 중,2010)
"저는 개종을 반대하지 않습니다. 유엔 총회에서 연설할 때 제가 처음으로 꺼낸 말은, '저는 개종(바꾸는 것)에  찬성합니다. 하지만 이것은 어느 한 조직화된 종교에서 다른 한 조직화된 종교로 바꾸는 것을 말하는 것이 아닙니다. 고통으로부터 행복으로, 속박으로부터 자유로 바꿔야 한다는 것을 의미합니다." (인디안 익스프레스 인터뷰 중,2010)
(종교적인 의식에 대하여) “... 만약 저의 스승님(사야지 우바킨)께서 저에게 종교적인 예배나 의식을 수행하도록 요구했다면, 저는 그의 명상 센터를 떠났을 것입니다. 제가 속해 있는 힌두교의 전통은 이런 저런 의식과 제식들로 가득했기 때문에, 다른 종교적인 의식들을 다시 시작해야 했다면 그것은 저에게 전혀 의미가 없었을 것이기 때문입니다. 하지만 스승님은 말씀하시기를 '여기에 종교적인 예배나 의식은 없습니다. 붓다는 sīla (계율), samādhi (선정) paññā (지혜)를 가르쳤습니다. 그것이 전부입니다. 아무것도 더할 것도 없고 빼낼 것도 없습니다.'라고 말씀하셨습니다. 붓다는 이렇게 말했습니다. 'Kevalaparipuṇṇaṃ'(빨리어: 이 명상법의 전체가 이 자체로서 완전하다)" (샴발라선 인터뷰 중,2001)
"사람들은 명상을 수행한 사람들을 보면서, 명상법이 가져오는 결과를 보고 매료됩니다. 어떤 사람이 화를 내면, 그 분노의 영향으로 그 자신을 포함한 주위의 모든 사람들이 불행해집니다. 당신은 자신이 일으킨 분노의 첫 번째 희생자입니다. 이 사실을 깨닫게 된 것이 제가 붓다의 가르침에 매료된 또 다른 이유입니다." (샴발라선 인터뷰 중,2001)

## 추가
Vipassana movement

## 참고자료
1. ↑  “Burmese Meditation Guru Goenka Dies at 90”. 《The Irrawaddy》. 2013년 9월 30일.
2. ↑  Hart, William (1987). The Art of Living: Vipassana Meditation: As Taught by S. N. Goenka. HarperOne. ISBN 0-06-063724-2
3. ↑  “S. N. Goenka | Vipassana Research Institute”. 《www.vridhamma.org》.
4. 1 2 3 4 5 6 7  “Vipassana pioneer SN Goenka is dead”. Zeenews.india.com. 2013년 9월 30일. 2013년 9월 30일에 확인함.
5. ↑  “Remembering SN Goenka, the man who brought Vipassana back to India”. Firstpost. 2013년 12월 18일에 원본 문서에서 보존된 문서. 2013년 12월 21일에 확인함.
6. 1 2  Wednesday, 30 August: Venerable Vipasarachaya Dr. S.N. goenka 보관됨 6 1월 2009 - 웨이백 머신 Millennium World Peace Summit.
7. 1 2 3 4  “‘You have to work out your own salvation’”. Indian Express. 2010년 7월 3일. 2013년 10월 1일에 확인함.
8. ↑  “Master of the Dhamma: An Interview with S. N. Goenka”. 《Inquiring Mind》 4 (1). Summer 1987. 2015년 9월 24일에 원본 문서에서 보존된 문서. 2018년 3월 7일에 확인함.
9. ↑  “S. N. Goenka, Pioneer of Secular Meditation Movement, Dies at 90”. Tricycle: The Buddhist Review. 2013년 10월 1일. 2015년 4월 13일에 확인함.
10. ↑  “Remembering SN Goenka, the man who brought Vipassana back to India”. First Post. 2013년 9월 30일. 2018년 6월 17일에 원본 문서에서 보존된 문서. 2013년 10월 1일에 확인함.
11. 1 2 3  Norman Fischer (September 2001). “The Universal Meditation Technique of S.N. Goenka (interview)”. Lion's Roar. 1–3쪽. 2018년 3월 21일에 원본 문서에서 보존된 문서. 2013년 10월 1일에 확인함.
12. 1 2 3  “Vipassana guru SN Goenka no more”. DNA India. 2013년 9월 30일. 2013년 10월 4일에 원본 문서에서 보존된 문서. 2013년 10월 1일에 확인함.
13. ↑  Jack Kornfield (1988). 〈13. U Ba Khin〉. 《Living Buddhist Masters》. Buddhist Publication Society. 243쪽. ISBN 978-955-24-0042-1.
14. ↑  “Vipassana Meditation Courses by Alphabetical List”. dhamma.org, the official site of Vipassana Meditation in the tradition of Sayagyi U Ba Khin as taught by S.N. Goenka. 2017년 1월 31일에 확인함.
15. ↑  https://www.dhamma.org/en/locations/directory
16. ↑  “S.N.Goenka Tour of the West”. Events.dhamma.org. 2002년 6월 23일. 2013년 10월 3일에 원본 문서에서 보존된 문서. 2014년 1월 7일에 확인함.
17. ↑  “Padma Awards Announced”. Ministry of Home Affairs, Press Information Bureau, Govt. of India. 2012년 1월 25일. 2013년 10월 1일에 확인함.
18. ↑  “Honoring a Great Meditation Master’s Passing”. Jack Kornfield. 2013년 10월 1일. 2013년 12월 21일에 원본 문서에서 보존된 문서. 2013년 12월 21일에 확인함.
19. ↑  Jay Michaelson (2013년 9월 30일). “S.N. Goenka: The Man who Taught the World to Meditate”. Huffington Post. 2013년 12월 24일에 원본 문서에서 보존된 문서. 2013년 12월 21일에 확인함.
20. ↑  “보관된 사본” (PDF). 2014년 10월 19일에 원본 문서 (PDF)에서 보존된 문서. 2018년 3월 7일에 확인함.
21. ↑  Mr. S. N. Goenka retrieved on 22 September 2012
22. ↑  The Art of Living: Vipassana Meditation retrieved on 22 September 2012
23. ↑  “About Vipassana Meditation”. 2015년 11월 20일에 원본 문서에서 보존된 문서. 2015년 11월 23일에 확인함.
24. ↑  SN Goenka, 'Let us talk sense' p.29, Vipassana Journal 2nd Ed. 1983
25. ↑  “Course Information”. Vipassana Meditation Center – Dhamma Dharā. 2016년 11월 25일에 원본 문서에서 보존된 문서. 2016년 4월 2일에 확인함.
26. ↑  “Introduction to the Technique”. 2018년 3월 7일에 원본 문서에서 보존된 문서. 2016년 4월 2일에 확인함.
27. ↑  Goenka, S. N. (2007) For the Benefit of Many, p.32. Vipassana Research Institute. ISBN 8174142304.
28. ↑  “Why the Grand Vipassana Pagoda?”. Vipassana Patrika, Vipassana Research Institute, Vol.7 No.8. October 1997. 2014년 2월 1일에 원본 문서에서 보존된 문서. 2014년 4월 14일에 확인함.
29. ↑  Why was the Sakyan Republic Destroyed? by S. N. Goenka 보관됨 9 2월 2007 - 웨이백 머신 (Translation and adaptation of a Hindi article by S. N. Goenka published by the Vipassana Research Institute in December 2003
30. ↑  Holden, Stephen (2005년 7월 8일). “Prisoners Finding New Hope in the Art of Spiritual Bliss”. The New York Times. 2014년 1월 8일에 확인함.

## 자료
- Kesavapany, K. (2008) Rising India and Indian communities in East Asia. Institute of Southeast Asian Studies. ISBN 9789812307996

## 참고 문헌
- Hart, William (1987). The Art of Living: Vipassana Meditation: As Taught by S. N. Goenka. HarperOne. ISBN 0-06-063724-2
- Goenka, S.N. (1989). Come, People of the World: Translations of selected Hindi couplets. Vipassana Research Institute, Igatpuri, India.
- Goenka, S.N. (1994). The Gracious Flow of Dharma. Vipassana Research Institute, Igatpuri, India.
- Goenka, S.N. (1998). Satipatthana Sutta Discourses: Talks from a course in Mahā-satipatthāna Sutta (condensed by Patrick Given-Wilson). Vipassana Research Publications, Seattle, USA. 104 pages, English/Pāli ISBN 0-9649484-2-7
- Goenka, S.N. (2000). The Discourse Summaries: Talks from a Ten-day Course in Vipassana Meditation. Pariyatti Publishing. ISBN 1-928706-09-6
- Goenka, S.N. (2003). For the Benefit of Many: Talks and Answers to Questions from Vipassana Students 1983-2000 (Second Edition). Vipassana Research Institute. ISBN 81-7414-230-4
- Goenka, S.N. (2004). 50 Years of Dhamma Service. Vipassana Research Institute. ISBN 81-7414-256-8
- Goenka, S.N. (2006). The Gem Set in Gold. Vipassana Research Publications, USA. ISBN 978-1-928706-29-8, ISBN 1-928706-29-0.

## 관련사이트
- Vipassana Research Institute, website.
- Vipassana Meditation (As taught by S.N. Goenka), website
- Vipassana dedicated section @ Pariyatti bookstore[깨진 링크(과거 내용 찾기)] (website)
- Pariyatti bookstore (website)
- Introduction to Vipassana Meditation by S.N. Goenka 보관됨 2021-02-11 - 웨이백 머신 (video files).
- Podcasts about Vipassana Meditation (audio talks).
- Brief biography of Goenka at VRI.
- Brief biography of Goenka & publications[깨진 링크(과거 내용 찾기)] at Pariyatti
- S.N. Goenka Meditation Now Tour of North America.
- Pilgrimages for Vipassana meditators as taught by Goenka[깨진 링크(과거 내용 찾기)] (website)
- Dhamma Korea 담마코리아 홈페이지 https://web.archive.org/web/20171207141411/https://www.korea.dhamma.org/ko/

## 녹취록
- The Art of Living: Vipassana Meditation based upon a talk given in Berne, Switzerland.
- An Interview with S. N. Goenka Tricycle: The Buddhist Review | Winter 2000
- Universal Spirituality for Peace 보관됨 2010-03-01 - 웨이백 머신 the complete text of the address given by Goenka to the United Nations General Assembly | 29 August 2000
- Q&A by Goenka 보관됨 2010-03-03 - 웨이백 머신 BuddhaNet | 1997 & 1999
- Meeting Between Goenka and Krishnamurti 보관됨 2010-03-02 - 웨이백 머신 BuddhaNet | 17 October 2000